# Michael Madhusudan Dutt
Michael Madhusudan Datta (sau Michael Madhusudan Dutt) (n. 25 ianuarie 1824 - d. 29 iunie 1873) a fost un poet și dramaturg indian de limbă engleză și bengali.
Opera sa reprezintă o împletire a culturii tradiționale indiene cu umanismul european.

## Opera
- 1860: O putem numi civilizație? ("Ekei ki bale sabhiata"), dramă cu tematică socială;
- 1861: Vrabie bătrână cu fulgi moi ("Buro saliker ghare ro"), dramă socială;
- 1861: Uciderea lui Meghnāda ("Meghnādabadha"), poem dramatic inspirat din Ramayana;
- 1866: Cunună de paisprezece poezii ("Caturdashpadi kabitabali"), culegere de poezii prin care a introdus, în literatura bengaleză, forma sonetului italian.

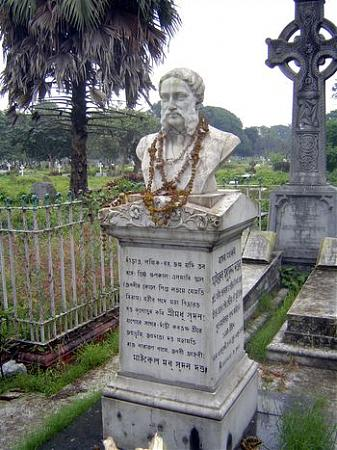
Mormântul scriitorului, situat în Calcutta